# Aptoceras brachypterus
Aptoceras brachypterus är en insektsart som beskrevs av Marius Descamps 1976. Aptoceras brachypterus ingår i släktet Aptoceras och familjen gräshoppor. Inga underarter finns listade i Catalogue of Life.